# Abudefduf abdominalis
Abudefduf abdominalis là một loài cá biển thuộc chi Abudefduf trong họ Cá thia. Loài này được mô tả lần đầu tiên vào năm 1825.

## Từ nguyên
Tính từ định danh abdominalis trong tiếng Latinh có nghĩa là "ở phần bụng", hàm ý đề cập đến dải màu vàng lục ở hai bên lườn bụng của chúng.

## Phạm vi phân bố và môi trường sống
A. abdominalis là một loài đặc hữu của quần đảo Hawaii và đảo Johnston gần đó. A. abdominalis sống gần những rạn san hô ở vùng nước lặng, nền đáy nhiều đá, độ sâu đến ít nhất là 50 m; cá con có thể được nhìn thấy trong các hồ thủy triều.

## Mô tả
A. abdominalis có chiều dài cơ thể tối đa được ghi nhận là 30 cm. A. abdominalis trưởng thành có màu xám nhạt, trắng hơn ở bụng với dải màu vàng lục ở hai bên lườn. Dải vàng nổi bật này giúp phân biệt chúng với nhiều loài Abudefduf khác. Thân có 5 vệt sọc đen mờ dần về phía bụng. Cá con màu vàng với sọc đen.
Số gai ở vây lưng: 13; Số tia vây ở vây lưng: 13–15; Số gai ở vây hậu môn: 2; Số tia vây ở vây hậu môn: 13–15.

## Sinh thái học
Thức ăn chủ yếu của A. abdominalis là động vật phù du, nhưng cũng bao gồm cả tảo. A. abdominalis trưởng thành sống theo đàn.

### Sinh sản
A. abdominalis sinh sản quanh năm nhưng cao điểm nhất là vào cuối mùa xuân đến đầu mùa hè, giảm nhiều nhất là vào mùa thu và mùa đông. Cá đực dựng tổ và thực hiện các màn tán tỉnh để thu hút cá cái đến đẻ trứng. A. abdominalis thể hiện tính lãnh thổ cao, đặc biệt là trong suốt quá trình tán tỉnh và bảo vệ tổ.
A. abdominalis có thể tạo ra âm thanh trong ngưỡng từ 90 đến 380 Hz, chủ yếu liên quan đến các hành vi gây chiến, làm tổ, tán tỉnh và giao phối. Ngưỡng nghe đo được không có sự khác biệt giữa cá đực và cá cái, bất kể trong giai đoạn sinh sản hay không sinh sản.

### Lai tạp
Những cá thể lai tạp giữa A. abdominalis và Abudefduf vaigiensis đã được nhìn thấy tại Hawaii Nếu mức độ lai tạp vẫn tiếp diễn hoặc thậm chí là tăng cao, A. abdominalis sẽ nhanh chóng bị tuyệt chủng.

## Thương mại
A. abdominalis có giá trị khai thác cá cảnh không đáng kể, thường được người Hawaii bản địa sử dụng làm thức ăn.